# Issetskoje Osero
Issetskoje Osero (russisch Исетское, wiss. Transliteration Isetskoe, engl.: Lake Iset) ist ein aufgestauter See im Oblast Swerdlowsk. Der See liegt 25 km nordwestlich der Stadt Jekaterinburg und direkt am Seeufer liegt die Stadt Sredneuralsk.

## Geographie
Der See liegt westlich von Sredneuralsk in hügeligem Gebiet, welches durch zahlreiche Seen geprägt ist: Im Nordosten liegt der Osero Tawatui, ein Zufluss im Nordosten kommt aus dem Osero Waschty (Озеро Вашты), der sich selbst südlich an den Osero Schitowskoje (Озеро Шитовское) anschließt; im Osten liegt der Osero Baltym (Озеро Балтым) und der Abfluss des Sees verläuft durch den Osero Melkoje (Озеро Мелкое) im Süden zum Prud Werchni Issetski (Пруд Верхний Исетский)
Der See selbst hat eine Fläche von 24 km² bei einer Länge von 8 km und einer durchschnittlichen Breite von 2,8 km. Die durchschnittliche Tiefe beträgt 2,5 m und die tiefste Stelle erreicht 3,5 m.
Zahlreiche Zuflüsse speisen den See: unter anderem Schitowski Istok (Шитовский Исток), Tschornaja (Чёрная), Lebjaschka (Лебяжка) und Muljanka (Мулянка). Der Abfluss erfolgt über die Isset (Исеть) im Süden.
Der See wurde angestaut und es gibt viele flache Buchten am Ostufer: Lebjaschy, Tjoply, Tscheremschanski, Muljanka. Der Wasserspiegel liegt auf 252,2 m über dem Meeresspiegel.
Mehrere kleine Inseln liegen im See: Solowezki (Соловецкий), Krasnenki (Красненький, früher Schapka Monomacha – Шапка Мономаха), Kamenny (Каменный, früher Korablik – Кораблик).
An den Ufern des Sees liegen außer Sredneuralsk die Dörfer Isset (Исеть), Koptjaki (Коптяки) und Mursinka (Мурзинка).

## Natur
Der See ist reich an Fischen: Flussbarsch (Пресноводные окуни), Rotaugen (чебак), Brachsen (лещ), Schleien (линь), Kaulbarsch (Обыкновенный ёрш), Wolgazander (Судаки) und Hecht (щука) kommen natürlich vor, Graskarpfen (белый амур) und Spiegelkarpfen (зеркальный карп) wurden eingebürgert.

## Geschichte
1850 begann der Bau eines Erddamms an der Quelle des Isset. Erst 1946 wurde der Erddamm durch einen Betonbau ersetzt. Aufgrund dessen stieg der Füllstand des Reservoirs und erreichte die heutige Wasserhöhe. Das Seewasser wird vom Kraftwerk GRES Sredneuralskaja (Среднеуральская ГРЭС) genutzt.
An den Ufern des Sees haben Archäologen mehr als ein Dutzend prähistorische Stätten entdeckt, die vom Neolithikum bis zur Eisenzeit bewohnt waren. Auf einer der Inseln wurden alte Ocker-Bilder gefunden, die jedoch mit dem Anstieg des Wasserspiegels überflutet wurden.

## Naturschutz
Die Ufer des Sees sind sehr malerisch, der See selbst ist von Bergen umgeben. Um diese schöne Landschaft zu erhalten, wurde das Gebiet durch ein Dekret der Regierung des Rajon Swerdlowsk vom 17. Januar 2001 (№ 41-ПП) als „typische Landschaft der südlichen Taiga des Trans-Ural“ zum Landschaftsreservat. Die Fläche des Naturschutzgebiets (Sakasnik) umfasst 4.738 Hektar.